# Leonardo Pinizzotto
Leonardo Pinizzotto (né le 14 août 1986 à Pise, en Toscane) est un coureur cycliste italien.

## Palmarès
- 2005
  - 3e du Trofeo Festa Patronale
- 2006
  - Coppa del Grano
- 2007
  - Gran Premio Chianti Colline d'Elsa
  - 2e du Trofeo Comune di Lamporecchio
- 2008
  - Gran Premio Pretola
  - Coppa Collecchio
  - Trofeo Festa Patronale
  - 2e de la Coppa Penna
  - 2e du Trofeo Comune di Lamporecchio
  - 2e du Giro del Valdarno
- 2009
  - Pistoia-Fiorano
  - Mémorial Angelo Morini
  - Coppa in Fiera San Salvatore
  - Coppa Mobilio Ponsacco (contre-la-montre)
  - 2e de la Coppa Lanciotto Ballerini
  - 2e du Giro del Montalbano
  - 2e du Giro del Casentino
  - 3e de la Coppa Giulio Burci
  - 3e de la Coppa Penna
  - 3e du Mémorial Vincenzo Mantovani
- 2011
  - 10e étape du Tour du Maroc
- 2013
  - 3e étape de la Boucle de l'Artois
  - 1re étape du Tour de Hokkaido
  - 3e du Grand Prix Südkärnten
- 2014
  - 4e étape du Tour de Beauce

## Classements mondiaux
| Année            | 2008 | 2009 | 2010  | 2011 | 2012 | 2013 | 2014 |
| ---------------- | ---- | ---- | ----- | ---- | ---- | ---- | ---- |
| UCI Africa Tour  |      |      |       | 68e  |      |      |      |
| UCI America Tour |      |      |       |      |      |      | 285e |
| UCI Asia Tour    |      |      |       |      |      | 172e |      |
| UCI Europe Tour  | 903e | 361e | 1064e |      |      | 271e |      |